# Godzilla vs. Kong (soundtrack)
Godzilla vs. Kong is de originele soundtrack van de gelijknamige film uit 2021. Het album werd gecomponeerd en geproduceerd door Tom Holkenborg en uitgebracht op 26 maart 2021 door WaterTower Music.
Op 10 juni 2020 werd Tom Holkenborg, beter bekend als Junkie XL aangekondigd als de componist van de film. Holkenborg was in zijn jeugd al fan van de strips over King Kong en verzamelde later allen films van Godzilla op VHS-banden. Op 12 maart 2021 werden al de thema-tracks "Pensacola, Florida (Godzilla Theme)" en "Skull Island (Kong Theme)" uitgebracht.

## Tracklijst
Alle muziek is geschreven door Tom Holkenborg.
| Nr. | Titel                               | Duur  |
| --- | ----------------------------------- | ----- |
| 1.  | Pensacola, Florida (Godzilla Theme) | 2:18  |
| 2.  | Skull Island (Kong Theme)           | 7:24  |
| 3.  | Apex Cybernetics                    | 2:02  |
| 4.  | A New Language                      | 2:29  |
| 5.  | Just Now                            | 1:50  |
| 6.  | Tasman Sea                          | 9:30  |
| 7.  | Through There                       | 1:25  |
| 8.  | Antarctica                          | 2:36  |
| 9.  | Hollow Earth                        | 3:48  |
| 10. | The Throne                          | 2:11  |
| 11. | Lunch                               | 1:59  |
| 12. | Nuclear Blast                       | 3:59  |
| 13. | The Royal Axe                       | 4:48  |
| 14. | Mega                                | 7:39  |
| 15. | Hong Kong                           | 13:14 |